# 博布里齊亞 (埃米利奇涅區)
50°41′30″N 28°7′48″E / 50.69167°N 28.13000°E
博布里齊亞（烏克蘭語：Бобриця），是烏克蘭北部的村莊，隸屬日托米爾州的茲維亞赫爾區。該村始建於1840年，面積0.26平方公里，海拔高度216米，2001年人口409。